# Ambassade de France en Allemagne

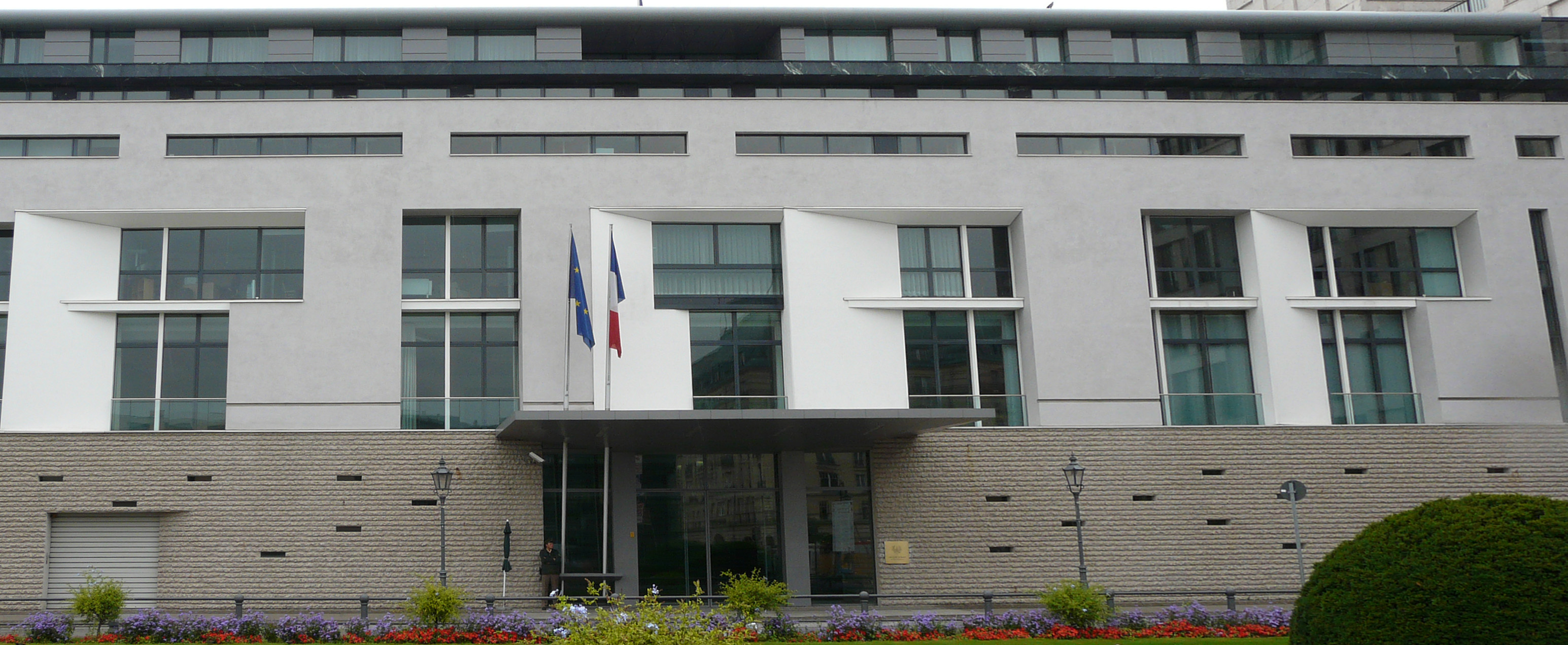
L'ambassade de France à Berlin.

Ne doit pas être confondu avec Ambassade de France en République démocratique allemande.
L'ambassade de France en Allemagne est la représentation diplomatique de la République française auprès de la République fédérale d'Allemagne. Elle est située à Berlin, la capitale du pays, et son ambassadeur est, depuis 2022, François Delattre.

## Ambassade
L'ambassade se situe à Berlin, 5 Pariser Platz, à quelques mètres de la porte de Brandebourg et en haut de l'avenue Unter den Linden. Le bâtiment a été conçu par l'architecte Christian de Portzamparc. Elle accueille aussi une section consulaire.

## Histoire

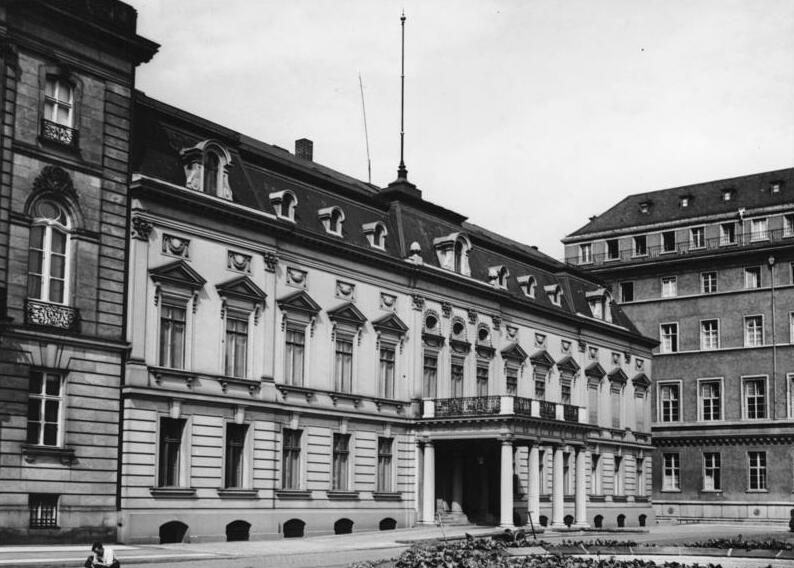
Le palais Beauvryé en 1937.

En 1860, le prince de la Tour d'Auvergne, alors ambassadeur de France auprès du royaume de Prusse, suggère à l'empereur Napoléon III de se porter acquéreur d'un hôtel situé sur ce qu'il considère être une des plus belles places de Berlin, non loin de la porte de Brandebourg ; le nom de Pariser Platz (« place de Paris ») lui a été donné en 1814, pour célébrer la prise de Paris par les armées coalisées, incluant la Prusse. La vente est conclue en avril. Le palais Beauvryé, construit entre 1735 et 1737, n'est pas vraiment adapté à la présence d'une ambassade, mais devient rapidement le lieu de prédilection du gotha berlinois. Vendu immédiatement après sa construction par Bernhard von Beauvryé (de), il avait été la résidence de plusieurs familles aristocratiques de Berlin. Il est loué par la France dès 1835 qui y installe sa légation.
Après l'implication de l'ambassadeur Benedetti dans l'affaire de la dépêche d'Ems qui conduira à la guerre de 1870, l'immeuble est confié aux Britanniques. Le rétablissement des relations diplomatiques entre la France et le nouvel Empire allemand en 1871 lancera les opérations de rénovation. Jusqu'à la fin du XIXe siècle, les travaux d'aménagement et de décoration donnent du prestige au lieu. L'hôtel sera ensuite entièrement modernisé (électricité, téléphone…) avant le déclenchement de la Première Guerre mondiale.
Durant l'entre-deux-guerres, la situation est confuse, en raison du difficile retour de la diplomatie et les émeutes révolutionnaires de 1919-1920. Sous la garde de l'ambassade d'Espagne depuis le début de la guerre, l'édifice retrouve ses fonctions en 1922. La réfection de la façade en 1930 permet une meilleure sécurisation du lieu et lui donne une nouvelle modernité. L'ambassade accueillera de nombreux artistes français de renom[source insuffisante].

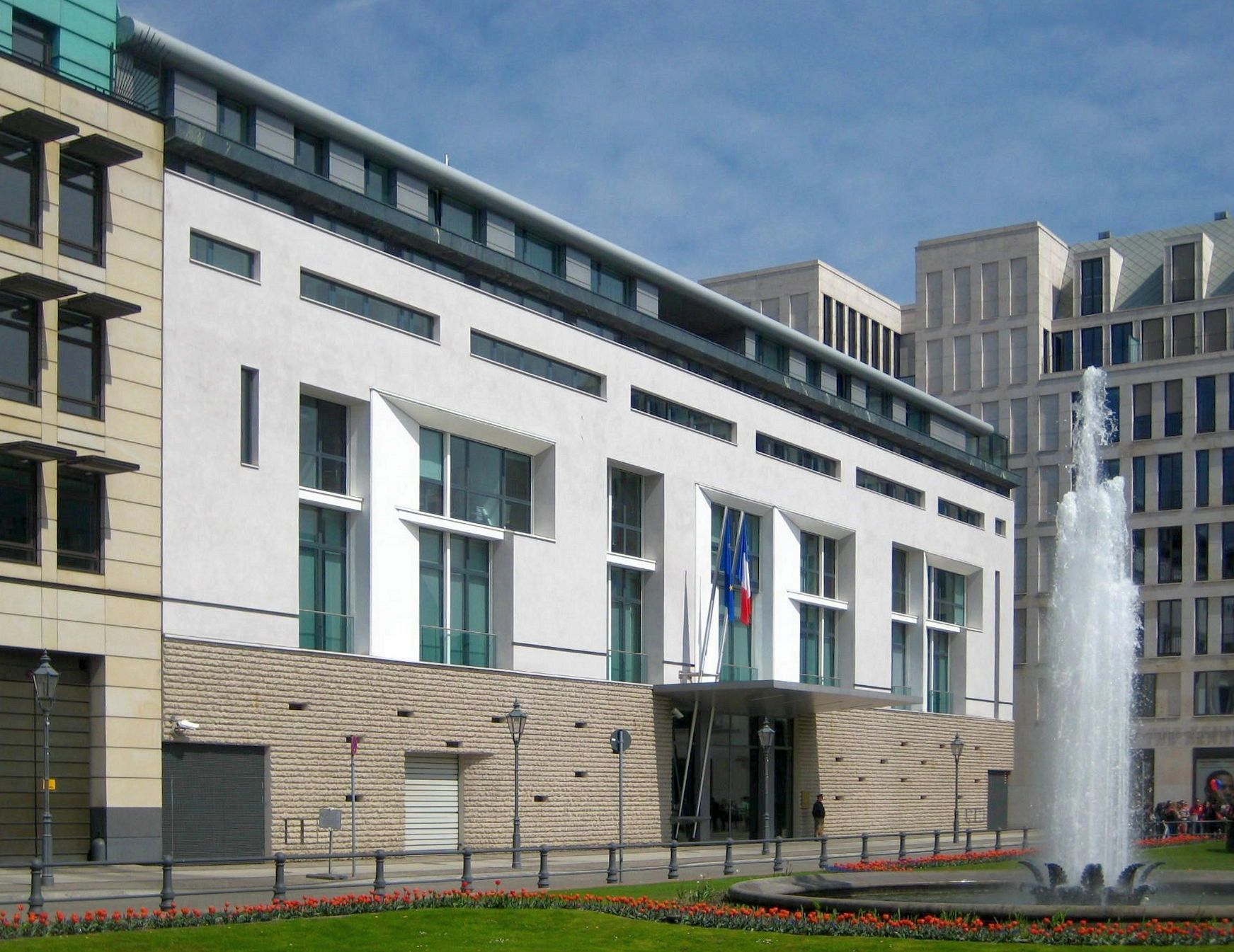
Façade de l'ambassade actuelle.

L'ambassadeur François-Poncet, qui a largement ouvert les portes de l'ambassade à de nombreuses personnalités allemandes, assiste en 1933 à l'incendie du Reichstag, situé à environ 200 mètres. Après les accords de Munich du 30 septembre 1938, il demande sa mutation pour Rome car il surestime le rôle de Mussolini. Il est remplacé par Robert Coulondre, qui sera le dernier ambassadeur de France en poste à Berlin jusqu'au transfert du personnel diplomatique depuis l'ambassade de Bonn en 1999, neuf ans après la réunification allemande (exception faite des ambassadeurs de France auprès de la RDA).
Le palais est détruit dans un bombardement le 2 mai 1945. Le terrain est entièrement débarrassé de ses ruines en 1959. Deux ans plus tard, lors de construction du mur de Berlin, plus de la moitié du site de l'ambassade se retrouve dans le No man's land qui bordait celui-ci à l'est. En 1973, la France reconnait la République démocratique allemande et ouvre non loin de là une ambassade auprès du régime est-allemand.
Après la réunification de 1990, la France décide de reconstituer une représentation diplomatique unique auprès du gouvernement allemand et obtient de celui-ci la restitution du terrain de l'ancienne ambassade, puis ouvre un concours architectural dès 1995. C'est Christian de Portzamparc qui est lauréat et pose la première pierre le 10 juillet 1998. L'ambassade ouvre ses portes en octobre 2002, à l'endroit même qu'elle occupait soixante ans plus tôt.

### Ambassade de France à Bonn
À la suite de la création de la RFA en 1949, Bonn en est devenue la capitale fédérale. L’ambassade de France y a donc été construite au début des années 1950 par l'architecte Johannes Krahn à l'adresse An Der Marienkapelle 3, non loin du Rhin. Elle sera fermée en 1999, après le transfert de quelque 150 employés de la représentation diplomatique vers Berlin.
Après une autorisation de cession de l'État français en 2005, les locaux, alors inoccupés, sont vendus à une société de développement immobilier et un vaste projet de construction de 200 logements, à l'étude depuis 2010, doit aboutir dès 2012. Quant au Cercle français, qui abritait un hôtel et des Économats de l'armée, il se situait dans la rue Am Schwimmbad et est devenu depuis une maison de retraite.

## Liste des ambassadeurs de France en Allemagne
L'existence d'un État allemand en tant que nation unifiée est une notion relativement récente dans l'histoire de l'Allemagne puisqu'elle remonte à 1871. Auparavant, on pouvait cependant évoquer un monde germanique cohérent, sur les plans à la fois culturel, linguistique et politique, bien que disséminé en une multitude de petits États. Car si la France possédait un pouvoir central qui crût jusqu'à la Révolution française, l'Allemagne, en revanche, était plus ou moins rassemblée au sein d'une institution féodale, le Saint-Empire romain germanique, surtout dominée par l'Autriche et la Prusse.
Depuis les premiers envoyés français auprès de Charles Quint, la France a toujours dépêché des représentants auprès des principaux dirigeants allemands, en fonction des objectifs politico-diplomatiques ou des missions particulières. Jusqu'au Congrès de Vienne de 1815, ce sont plus de 1000 ambassadeurs , ministres plénipotentiaires, envoyés ou chargés d'affaires qui ont été mandatés par le pouvoir français. Les principales affectations furent Berlin ou Vienne, mais de nombreux représentants ont été affectés auprès des princes-électeurs, ainsi que des princes ecclésiastiques ou princes séculiers de l'empire.
Jusqu'en 1871, on considère généralement le royaume de Prusse comme l'ancêtre de l'actuelle Allemagne, pour en avoir été la composante principale, avec, en outre, pour capitale la ville de Berlin. La liste ci-dessous reprend les principaux émissaires français auprès des électeurs de Brandebourg (jusqu'en 1701), puis des rois de Prusse (jusqu'en 1870, date de création du Deuxième Reich.

### Liste des ambassadeurs de France enPrusse

#### DepuisCharles Quintjusqu'autraité de Tilsit
| Date d'envoi    | Ambassadeur                                           | Mission                                                      |
| --------------- | ----------------------------------------------------- | ------------------------------------------------------------ |
| 1614            | Jean Hotman de Villiers                               |                                                              |
| 1630            | L'Évêque de Scythie                                   | suffragant de Toul                                           |
| 1631            | Hercule, baron de Charnacé                            |                                                              |
| 1633            | Claude des Salles, baron de Rorthey                   |                                                              |
| 1633            | Dubois                                                | mission particulière                                         |
| 1633-1634       | Manasses de Pas marquis de Feuquières                 | ambassadeur extraordinaire                                   |
| 1648            | Comte de Montbas                                      | mission particulière                                         |
| 1651            | Antoine de Lumbres, seigneur d'Herbing                |                                                              |
| 1657            | François Blondel des Croisettes et de Gallardon       | résident                                                     |
| 1657            | Antoine de Lumbres                                    | ministre plénipotentiaire                                    |
| 1657            | Brandt                                                | sans caractère                                               |
| 1657            | Roger Akakia du Fresne                                | sans caractère                                               |
| 1658            | Frischmann                                            | sans caractère                                               |
| 1658            | Comte de Vagnée                                       | résident                                                     |
| 1659            | Frischmann                                            | envoyé                                                       |
| 1660            | Charles Colbert, marquis de Croissy                   | envoyé                                                       |
| 1661            | Charles de Lionne, abbé de Lesseins                   | chargé d'une commission particulière                         |
| 1664            | Hugues de Lionne                                      | plénipotentiaire                                             |
| 1664            | Robert de Gravel                                      | plénipotentiaire                                             |
| 1664            | Dufresne                                              | chargé d'une mission                                         |
| 1665            | Dumoulin                                              | envoyé                                                       |
| 1666            | Charles Colbert, marquis de Croissy                   | envoyé extraordinaire                                        |
| 1667            | Guillaume Millet de Jeurs                             | envoyé                                                       |
| 1669            | Marquis de Vaubrun                                    | envoyé                                                       |
| 1671            | Louis de Verjus                                       | plénipotentiaire, envoyé en 1673                             |
| 1671            | Marquis de Saint-Géran                                | envoyé extraordinaire                                        |
| 1672            | André de Bétoulat, comte de La Vauguyon               | plénipotentiaire                                             |
| 1678            | François de Pas de Feuquières, comte de Rebenac       | envoyé extraordinaire                                        |
| 1678            | d'Espence                                             | plénipotentiaire                                             |
| 1679            | Simon Arnauld de Pomponne                             | plénipotentiaire                                             |
| 1679            | François de Pas de Feuquières, comte de Rebenac       | envoyé extraordinaire                                        |
| 1688            | Gravel de Marly                                       | envoyé extraordinaire                                        |
| 1698            | Pierre Puchot, marquis des Alleurs                    | envoyé extraordinaire jusqu'en 1701                          |
| 1709            | de La Sourdière                                       | envoyé                                                       |
| 1711            | de La Verne                                           | envoyé                                                       |
| 1714            | Conrad-Alexandre, comte de Rottembourg                | envoyé extraordinaire, envoyé en 1718 et 1726                |
| 1715            | Jean-Baptiste Colbert de Torcy                        | envoyé extraordinaire                                        |
| 1724            | Michel                                                | chargé d'affaires                                            |
| 1729            | de la Ferté de Senecterre                             | envoyé                                                       |
| 1730            | Ladvocat de Sauveterre                                | chargé d’affaires                                            |
| 1732            | Marquis de La Chétardie                               | ministre jusqu'en 1739                                       |
| 1736            | de Tourville                                          | chargé d'affaires en Prusse                                  |
| 1739            | Le Houx                                               | chargé d’affaires à Berlin                                   |
| 1740            | Louis Guy Henri, marquis de Valori                    | ministre plénipotentiaire jusqu'en 1748                      |
| 1740            | Marquis de Beauveau                                   | envoyé extraordinaire, chargé d'une mission                  |
| 1741            | Maréchal de Belle-Isle                                | plénipotentiaire avec le marquis de Valory                   |
| 1744            | Chevalier de Courtin                                  | chargé d'une mission                                         |
| 1748            | Abbé Alexandre-Joseph Loyse                           | chargé d'affaires                                            |
| 1750            | Richard-François Talbot, comte de Tyrconnel           | ministre plénipotentiaire                                    |
| 1752            | Bailli                                                | chargé d'affaires                                            |
| 1752            | Chevalier de La Touche                                | ministre plénipotentiaire                                    |
| 1756            | Louis-Jules Barbon Mancini-Mazarini, duc de Nivernais | ministre plénipotentiaire                                    |
| 1756            | Marquis de Valori                                     | ministre plénipotentiaire                                    |
| 1769            | Adrien Louis de Bonnières, comte de Guines            | ministre plénipotentiaire                                    |
| 1770            | Charles-Émile Gaulard de Sandray                      | chargé d'affaires                                            |
| 1773            | Marquis de Pons                                       | ministre plénipotentiaire, chargé d’affaires en 1775 et 1778 |
| 1774            | Chevalier de Gaussen                                  | chargé d’affaires, ministre plénipotentiaire en 1777 et 1782 |
| 1782            | Antoine-Joseph-Philippe, comte d'Esterno              | ministre plénipotentiaire, chargé d’affaires en 1785 et 1788 |
| 1784            | M. de Falciola                                        | chargé d’affaires, ministre plénipotentiaire en 1787 et 1790 |
| 1790            | Éléonor, comte de Moustier                            | ministre plénipotentiaire                                    |
| 1791            | de Ségur                                              | avec une mission particulière                                |
| 1792            | Renaud-Philippe de Custine                            | ministre plénipotentiaire                                    |
| An III          | Antoine-Bernard Caillard                              | ministre plénipotentiaire                                    |
| An VI           | Emmanuel-Joseph Sieyès (ex-conventionnel)             | ministre plénipotentiaire                                    |
| An VII          | Louis-Guillaume Otto                                  | chargé d'affaires                                            |
| An VIII         | Général Duroc                                         | chargé d'une mission particulière                            |
| An VIII         | Général Pierre Riel de Beurnonville                   | ministre plénipotentiaire                                    |
| An X            | Édouard Bignon                                        | chargé d'affaires                                            |
| An XI           | Général Duroc                                         | chargé d'une mission particulière                            |
| An XI           | Antoine-René-Charles-Mathurin La Forest               | envoyé extraordinaire et ministre plénipotentiaire           |
| Ans XIII et XIV | Général Duroc                                         | chargé d'une mission particulière                            |

#### Sous laConfédération germaniqueet laconfédération de l'Allemagne du Nord
| De   | À    | Ambassadeur                                                 |
| ---- | ---- | ----------------------------------------------------------- |
| 1808 | 1813 | Antoine, comte de Saint-Marsan                              |
| 1814 | 1816 | Charles, comte Riquet de Caraman                            |
| 1816 | 1821 | Charles-François, marquis de Bonnay                         |
| 1821 | 1822 | François-René, vicomte de Chateaubriand                     |
| 1822 | 1824 | Maximilien Gérard de Rayneval                               |
| 1824 | 1825 | Paul, chevalier de Bourgoing                                |
| 1825 | 1828 | Louis Guignard, vicomte de Saint-Priest                     |
| 1828 | 1831 | Hector-Philippe, comte d'Agoult                             |
| 1831 | 1831 | Charles Henri, comte de Verhuel                             |
| 1831 | 1831 | Auguste Charles Joseph, comte de Flahault de la Billarderie |
| 1831 | 1843 | Charles-Joseph, comte Bresson                               |
| 1843 | 1849 | Napoléon-Hector Soult, marquis de Dalmatie                  |
| 1849 | 1849 | Jean-Gilbert Victor Fialin, duc de Persigny                 |
| 1849 | 1850 | Emmanuel Arago                                              |
| 1850 | 1851 | Alexandre, comte de Lurde                                   |
| 1851 | 1853 | Armand Lefebvre                                             |
| 1853 | 1853 | Édouard Burignot, baron de Varennes                         |
| 1853 | 1859 | Léonel, marquis de Moustier                                 |
| 1859 | 1862 | Henri, prince de la Tour d'Auvergne-Lauraguais              |
| 1863 | 1864 | Charles de Talleyrand-Périgord                              |
| 1864 | 1870 | Vincent Benedetti                                           |

### Liste des ambassadeurs de France enAllemagne
| De   | À    | Ambassadeur                           |
| ---- | ---- | ------------------------------------- |
| 1872 | 1877 | Élie de Gontaut-Biron                 |
| 1877 | 1881 | Raymond de Saint-Vallier              |
| 1881 | 1886 | Alphonse Chodron de Courcel           |
| 1886 | 1896 | Jules Herbette                        |
| 1896 | 1902 | Emmanuel Henri Victurnien de Noailles |
| 1902 | 1907 | Georges Bihourd                       |
| 1907 | 1914 | Jules Cambon                          |
| 1914 | 1922 | Fermeture de l'ambassade              |
| 1922 | 1931 | Pierre Jacquin de Margerie            |
| 1931 | 1938 | André François-Poncet                 |
| 1938 | 1939 | Robert Coulondre                      |
| 1939 | 1949 | Fermeture de l'ambassade              |
| 1949 | 1955 | André François-Poncet,                |
| 1955 | 1956 | Louis Joxe                            |
| 1956 | 1958 | Maurice Couve de Murville             |
| 1958 | 1962 | François Seydoux de Clausonne         |
| 1962 | 1965 | Roland Jacquin de Margerie            |
| 1965 | 1970 | François Seydoux de Clausonne         |
| 1970 | 1974 | Jean Sauvagnargues                    |
| 1974 | 1977 | Olivier Wormser                       |
| 1977 | 1981 | Jean-Pierre Brunet                    |
| 1981 | 1983 | Henri Froment-Meurice                 |
| 1983 | 1986 | Jacques Morizet                       |
| 1986 | 1992 | Serge Boidevaix                       |
| 1992 | 1993 | Bertrand Dufourcq                     |
| 1993 | 1999 | François Scheer                       |
| 1999 | 2007 | Claude Martin                         |
| 2007 | 2011 | Bernard de Faubournet de Montferrand  |
| 2011 | 2014 | Maurice Gourdault-Montagne            |
| 2014 | 2017 | Philippe Étienne                      |
| 2017 | 2022 | Anne-Marie Descôtes                   |
| 2022 | auj. | François Delattre                     |

Nota : de 1949 à 1999, l'ambassade de France auprès de la République fédérale d'Allemagne se trouvait à Bonn.

### Autres ambassadeurs en pays allemands

#### Bade(Carlsruhe)
| De   | À    | Ambassadeur                                           |
| ---- | ---- | ----------------------------------------------------- |
| 1830 |      | Charles, comte de Montlezun Ministre plénipotentiaire |
| 1833 | 1837 | Charles, comte de Mornay Ministre résident            |

#### Bavière(Munich)
| De        | À    | Ambassadeur                                                                                |
| --------- | ---- | ------------------------------------------------------------------------------------------ |
| vers 1829 | 1830 | Marie-Hippolyte, comte de Rumigny ambassadeur                                              |
| 1833      |      | Alfred, comte de Vaudreuil envoyé extraordinaire et ministre plénipotentiaire              |
| 1835      |      | Paul-Charles-Amable, baron de Bourgoing envoyé extraordinaire et ministre plénipotentiaire |

#### Hanovre(Hanovre)
| De   | À    | Ambassadeur                                                                                   |
| ---- | ---- | --------------------------------------------------------------------------------------------- |
| 1814 | 1819 | Just-Pons-Florimond de Faÿ, marquis de La Tour-Maubourg (1781-1837) ministre plénipotentiaire |
| 1833 |      | Martin envoyé extraordinaire et ministre plénipotentiaire                                     |

- 1827 : premier secrétaire d'ambassade : Septime de Faÿ de La Tour-Maubourg

#### Francfort (ville libre)
| De   | À | Ambassadeur                                        |
| ---- | - | -------------------------------------------------- |
| 1817 |   | M. le vicomte de Ségur-Montaigne chargé d'affaires |

#### Hesse électorale(Cassel)
| De   | À | Ambassadeur                                                         |
| ---- | - | ------------------------------------------------------------------- |
| 1772 |   | Charles Olivier de Saint-Georges de Vérac ministre plénipotentiaire |
| 1833 |   | M. de Cabre ministre plénipotentiaire                               |

#### Hesse-Darmstadtetduché de Nassau(Darmstadt)
| De   | À | Ambassadeur                           |
| ---- | - | ------------------------------------- |
| 1833 |   | Edmond de Bussierre Chargé d'affaires |
| 1835 |   | M. de Lagrenée Chargé d'affaires      |

#### Allemagne septentrionale (Hambourg)
Mecklembourg-Schwerin, Mecklembourg-Strelitz, Duché d'Oldenbourg, villes libres et hanséatiques de Hambourg, Brême et Lübeck.
| De   | À | Ambassadeur                                        |
| ---- | - | -------------------------------------------------- |
| 1833 |   | M. Bellocq Ministre résident                       |
| 1835 |   | M. le baron Burignot de Varennes Ministre résident |

#### Saxe(Dresde)
| De                                       | À                                                    | Ambassadeur |
| ---------------------------------------- | ---------------------------------------------------- | --- |
| décembre 1746                            |                                                      | Louis François Armand de Vignerot du Plessis, duc de Richelieu ambassadeur extraordinaire                            |
| 1747                                     |                                                      | Charles Hyacinthe de Galléan, « marquis des Issarts » ambassadeur                                                    |
| 1801                                     | 1805                                                 | Alexandre-François de La Rochefoucauld ambassadeur, ministre plénipotentiaire ou chargé d'affaires selon les sources |
| 24 septembre 1815 (seconde Restauration) | Ne résida pas plus de trois mois dans cette capitale | Joseph Fouché, duc d'Otrante ambassadeur                                                                             |
| 1816                                     | 1818                                                 | Édouard, comte Dillon ministre plénipotentiaire                                                                      |
| 1819                                     | 1821                                                 | Just-Pons-Florimond de Faÿ, marquis de La Tour-Maubourg (1781-1837) ambassadeur                                      |
| vers 1829                                | …                                                    | Georges de Riquet, comte de Caraman (1790-1860) ministre plénipotentiaire                                            |
| 1833                                     |                                                      | Paul-Charles-Amable, baron de Bourgoing envoyé extraordinaire et ministre plénipotentiaire                           |

#### Wurtemberg(Stuttgart)
| De        | À          | Ambassadeur                                                                                   |
| --------- | ---------- | --------------------------------------------------------------------------------------------- |
| 1813      | 1814       | Just-Pons-Florimond de Faÿ, marquis de La Tour-Maubourg (1781-1837) ministre plénipotentiaire |
|           | avant 1829 | Georges de Riquet, comte de Caraman (1790-1860) ministre plénipotentiaire                     |
| vers 1829 | …          | Gabriel Anne Louis, chevalier puis vicomte de Fontenay (1784-1855) Ministre plénipotentiaire  |

## Consulats
Outre la section consulaire de Berlin dont la circonscription comprend la ville-État de Berlin, ainsi que les länder de Brandebourg, Mecklembourg-Poméranie-Occidentale, Saxe, Saxe-Anhalt et Thuringe, la France dispose de six consulats généraux en Allemagne :
- Düsseldorf dont la circonscription comprend le land de Rhénanie-du-Nord-Westphalie ;
- Francfort-sur-le-Main dont la circonscription comprend les länder de Rhénanie-Palatinat et de Hesse ;
- Hambourg dont la circonscription comprend les villes-états de Hambourg, de Brème, ainsi que les länder de Basse-Saxe et de Schleswig-Holstein ;
- Munich dont la circonscription comprend le land de Bavière ;
- Sarrebruck dont la circonscription comprend le land de Sarre ;
- Stuttgart dont la circonscription comprend le land de Bade-Wurtemberg.

Elle dispose également en outre de huit consuls honoraires :
- Aix-la-Chapelle
- Brême
- Cologne
- Hanovre
- Nuremberg
- Sarrelouis
- Fribourg
- Mannheim
- Erfurt
- Leipzig

### Communauté française
Le nombre de Français établis en Allemagne est estimé à plus de 160 000. Au 31 décembre 2016, 118 331 Français sont inscrits sur les registres consulaires en Allemagne. Au 31 décembre 2014, les 112 879 Français étaient ainsi répartis entre les 3 circonscriptions : Munich : 46 202 • Francfort : 43 176 • Berlin : 23 501.
| 2001   | 2002   | 2003    | 2004    |
| ------ | ------ | ------- | ------- |
| 87 677 | 96 619 | 107 774 | 106 781 |

| 2005    | 2006    | 2007   | 2008    |
| ------- | ------- | ------ | ------- |
| 101 391 | 108 821 | 99 288 | 106 842 |

| 2009    | 2010    | 2011    | 2012    |
| ------- | ------- | ------- | ------- |
| 109 468 | 111 742 | 114 372 | 110 881 |

| 2013    | 2014    | 2015    | 2016    |
| ------- | ------- | ------- | ------- |
| 112 238 | 112 879 | 114 020 | 118 331 |

| 2017    | 2018    | 2019    | 2020    |
| ------- | ------- | ------- | ------- |
| 116 388 | 112 903 | 109 425 | 101 048 |

### Circonscriptions électorales
Depuis la loi du 22 juillet 2013 réformant la représentation des Français établis hors de France avec la mise en place de conseils consulaires au sein des missions diplomatiques, les ressortissants français d'Allemagne élisent pour six ans des conseillers consulaires dans chacune des circonscriptions suivantes :
1. Hambourg et Berlin : 5 conseillers ;
2. Düsseldorf, Francfort et Sarrebruck : 6 conseillers ;
3. Munich et Stuttgart : 6 conseillers.

Ces derniers ont trois rôles :
1. ils sont des élus de proximité pour les Français de l'étranger ;
2. ils appartiennent à l'une des quinze circonscriptions qui élisent en leur sein les membres de l'Assemblée des Français de l'étranger ;
3. ils intègrent le collège électoral qui élit les sénateurs représentant les Français établis hors de France. Afin de respecter la représentativité démographique, sept délégués consulaires sont élus dans les trois circonscriptions (un dans la 1re, trois dans la 2e et trois dans la 3e) pour compléter ce collège électoral.

Pour l'élection à l'Assemblée des Français de l'étranger, l'Allemagne était jusqu'en 2014 découpée en deux circonscriptions électorales :
1. Berlin (recouvrant les consulats généraux de Düsseldorf, Francfort, Hambourg et Berlin) : 4 sièges
2. Munich (recouvrant les consulats généraux de Munich, Sarrebruck et Stuttgart) : 6 sièges

L'Allemagne appartient désormais à la circonscription électorale « Allemagne, Autriche, Slovaquie, Slovénie, Suisse » dont le chef-lieu est Genève et qui désigne onze de ses 35 conseillers consulaires pour siéger parmi les 90 membres de l'Assemblée des Français de l'étranger.
Pour l'élection des députés des Français de l’étranger, l'Allemagne dépend de la 7e circonscription.

## Institut français

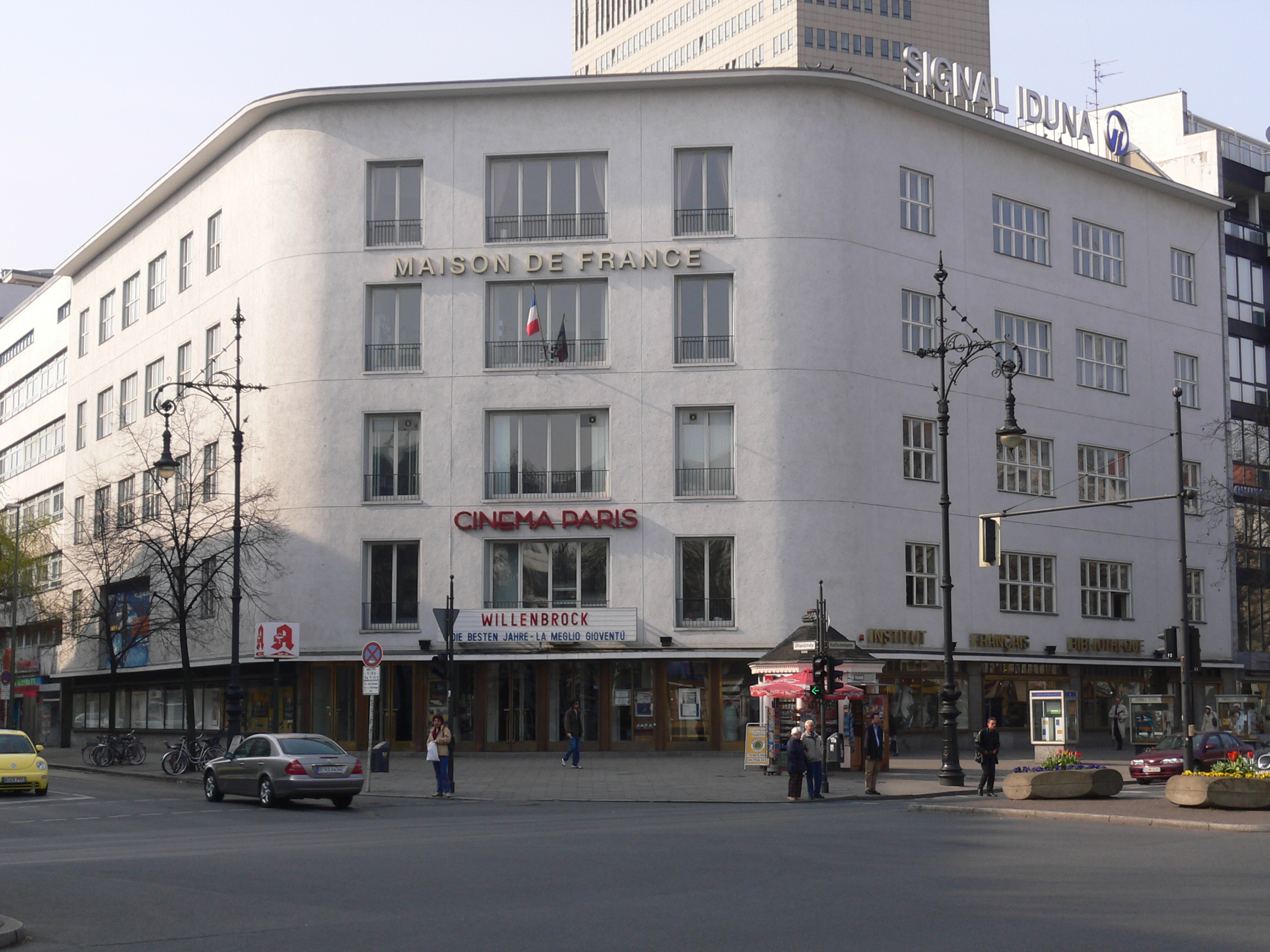
La Maison de france, à Berlin.

L'Institut français d'Allemagne existe dans sa structure actuelle depuis 2009 et a fusionné avec le service culturel de l'ambassade le 1er janvier 2012. L'Institut français de Berlin est installé depuis le 21 avril 1950 dans la Maison de France, au Kurfürstendamm 211, au cœur de cette artère huppée de la capitale, dans le quartier de Charlottenburg. L'immeuble, à l'origine nommé « Haus Scharlachberg », est construit en 1897 sur les plans de l'architecte Wilhelm Klopsch, les façades reprenant les codes de la « Nouvelle Objectivité ». Très endommagé par les bombardements, il est reconstruit en 1949 par le gouvernement militaire français, selon les plans de l'architecte berlinois Hans Semrau, pour y héberger les services culturels. Il est acquis par l'État en 1991 pour environ 60 millions de francs. Jusqu'en 2002, il abrite le Consulat général de France, cible d'un attentat du terroriste Carlos et de son complice Johannes Weinrich, le 25 août 1983, qui fait un mort et 23 blessés. Centre des échanges culturels entre les deux pays, avec notamment, le Cinéma Paris, qui diffuse toute l'année des films en langue française, l'édifice doit être vendu d'ici à 2015 dans le cadre de la vente d'une partie du parc immobilier du ministère des Affaires étrangères.

## Le Service pour la Science et la Technologie
Le Service pour la Science et la Technologie de Berlin fait partie des services scientifiques les plus importants des représentations diplomatiques françaises. Ses missions principales sont de :
- conseiller et représenter les autorités françaises dans le domaine des politiques scientifiques et technologiques
- Informer les institutions publiques et privées françaises sur les innovations scientifiques et technologiques en Allemagne
- Informer les institutions publiques et privées allemandes ainsi que le grand public sur les réalisations scientifiques et technologiques de la France contemporaine
- Encourager et faciliter les coopérations bilatérales et multilatérales dans le domaine de la recherche et du développement et des coopérations universitaires scientifiques.